# Conor Hourihane
Conor Geraroid Hourihane (Bandon, 2 februari 1991) is een Iers voormalig voetballer en huidig voetbaltrainer die doorgaans speelde als middenvelder. Tussen 2011 en 2024 was hij actief voor Plymouth Argyle, Barnsley, Aston Villa, Swansea City, Sheffield United, Derby County en opnieuw Barnsley. Hourihane maakte in 2017 zijn debuut in het Iers voetbalelftal en kwam uiteindelijk tot zesendertig interlandoptredens.

## Clubcarrière
Hourihane speelde in de jeugdopleiding van Sunderland, maar voor zijn doorbraak tekende hij in 2010 voor één jaar bij Ipswich Town. Bij Ipswich kwam de middenvelder niet aan speeltijd toe en hierop trok hij naar Plymouth Argyle. Na drie seizoenen voornamelijk basisspeler te zijn geweest verkaste Hourihane medio 2014 naar Barnsley. In het seizoen 2015/16 promoveerde Barnsley naar het Championship. Eerder dat seizoen was al de EFL Trophy gewonnen.
In het Champhionship speelde hij vijfentwintig wedstrijden in een half seizoen, voor hij in januari 2017 voor drieënhalf miljoen euro werd overgenomen door Aston Villa, waar hij zijn handtekening zette onder een verbintenis voor de duur van drieënhalf jaar. Na tweeënhalf jaar werd zijn contract verlengd, maar Aston Villa maakte niet bekend voor hoeveel jaar. In de eerste helft van het seizoen 2020/21 speelde Hourihane slechts vier competitiewedstrijden in de Premier League, waarop hij in de winterstop verhuurd werd aan Swansea City. Na zijn terugkeer werd de middenvelder opnieuw verhuurd, ditmaal aan Sheffield United.
Medio 2022 vertrok Hourihane definitief bij Aston Villa, om voor twee jaar bij Derby County te tekenen. Na afloop van dit contract verkaste de Ier naar Barnsley, waar hij tussen 2014 en 2017 ook al hadden gespeeld. Hier besloot hij na een half jaar op drieëndertigjarige leeftijd een punt achter zijn actieve loopbaan te zetten.

## Clubstatistieken
| Seizoen | Club               | Competitie     | Competitie | Competitie | Beker | Beker | Internationaal | Internationaal | Totaal | Totaal |
| Seizoen | Club               | Competitie     | Wed.       | Dlp.       | Wed.  | Dlp.  | Wed.           | Dlp.           | Wed.   | Dlp.   |
| ------- | ------------------ | -------------- | ---------- | ---------- | ----- | ----- | -------------- | -------------- | ------ | ------ |
| 2011/12 | Plymouth Argyle    | League Two     | 38         | 2          | 4     | 0     | —              | —              | 42     | 2      |
| 2012/13 | Plymouth Argyle    | League Two     | 42         | 5          | 5     | 0     | —              | —              | 47     | 5      |
| 2013/14 | Plymouth Argyle    | League Two     | 45         | 8          | 8     | 1     | —              | —              | 53     | 9      |
| 2014/15 | Barnsley           | League One     | 46         | 13         | 7     | 1     | —              | —              | 53     | 14     |
| 2015/16 | Barnsley           | League One     | 44         | 10         | 9     | 1     | —              | —              | 53     | 11     |
| 2016/17 | Barnsley           | Championship   | 25         | 6          | 3     | 0     | —              | —              | 28     | 6      |
| 2016/17 | Aston Villa        | Championship   | 17         | 1          | 0     | 0     | —              | —              | 17     | 1      |
| 2017/18 | Aston Villa        | Championship   | 44         | 11         | 2     | 0     | —              | —              | 46     | 11     |
| 2018/19 | Aston Villa        | Championship   | 46         | 8          | 2     | 1     | —              | —              | 48     | 9      |
| 2019/20 | Aston Villa        | Premier League | 27         | 3          | 7     | 4     | —              | —              | 34     | 7      |
| 2020/21 | Aston Villa        | Premier League | 4          | 1          | 1     | 0     | —              | —              | 5      | 1      |
| 2020/21 | → Swansea City     | Championship   | 22         | 5          | 2     | 0     | —              | —              | 24     | 5      |
| 2021/22 | Aston Villa        | Premier League | 0          | 0          | 1     | 0     | —              | —              | 1      | 0      |
| 2021/22 | → Sheffield United | Championship   | 30         | 1          | 1     | 0     | —              | —              | 31     | 1      |
| 2022/23 | Derby County       | League One     | 44         | 7          | 7     | 0     | —              | —              | 51     | 7      |
| 2023/24 | Derby County       | League One     | 41         | 5          | 6     | 1     | —              | —              | 47     | 6      |
| 2024/25 | Barnsley           | League One     | 2          | 0          | 0     | 0     | —              | —              | 2      | 0      |
| Totaal  | Totaal             | Totaal         | 517        | 86         | 65    | 9     | 0              | 0              | 582    | 95     |

## Interlandcarrière
Hourihane maakte zijn debuut in het Iers voetbalelftal op 28 maart 2017, toen met 0–1 verloren werd van IJsland door een doelpunt van Hörður Björgvin Magnússon. Hourihane mocht van bondscoach Martin O'Neill in de basis starten en hij werd na drieënzestig minuten gewisseld ten faveure van Eunan O'Kane. De andere debutanten dit duel waren John Egan (Brentford), Andrew Boyle en Daryl Horgan (beiden Preston North End). Tijdens zijn tiende interland kwam Hourihane voor het eerst tot scoren. Tegen Georgië tekende Hourihane, die het gehele duel speelde, tien minuten voor rust voor de enige treffer van het duel: 1–0.
| Interlands van Conor Hourihane voor Ierland | Interlands van Conor Hourihane voor Ierland | Interlands van Conor Hourihane voor Ierland | Interlands van Conor Hourihane voor Ierland | Interlands van Conor Hourihane voor Ierland | Interlands van Conor Hourihane voor Ierland | Interlands van Conor Hourihane voor Ierland |
| №                                           | Datum                                       | Wedstrijd                                   | Uitslag                                     | Competitie                                  | Goals                                       |                                             |
| Als speler bij Aston Villa                  | Als speler bij Aston Villa                  | Als speler bij Aston Villa                  | Als speler bij Aston Villa                  | Als speler bij Aston Villa                  | Als speler bij Aston Villa                  | Als speler bij Aston Villa                  |
| ------------------------------------------- | ------------------------------------------- | ------------------------------------------- | ------------------------------------------- | ------------------------------------------- | ------------------------------------------- | ------------------------------------------- |
| 1                                           | 28 maart 2017                               | Ierland – IJsland                           | 0 – 1                                       | Vriendschappelijk                           |                                             |                                             |
| 2                                           | 1 juni 2017                                 | Mexico – Ierland                            | 3 – 1                                       | Vriendschappelijk                           |                                             |                                             |
| 3                                           | 5 september 2017                            | Ierland – Servië                            | 0 – 1                                       | WK 2018 kwalificatie                        |                                             |                                             |
| 4                                           | 11 november 2017                            | Denemarken – Ierland                        | 0 – 0                                       | WK 2018 kwalificatie                        |                                             |                                             |
| 5                                           | 23 maart 2018                               | Turkije – Ierland                           | 1 – 0                                       | Vriendschappelijk                           |                                             |                                             |
| 6                                           | 6 september 2018                            | Wales – Ierland                             | 4 – 1                                       | Nations League 2018/19                      |                                             |                                             |
| 7                                           | 11 september 2018                           | Polen – Ierland                             | 1 – 1                                       | Vriendschappelijk                           |                                             |                                             |
| 8                                           | 15 november 2018                            | Ierland – Noord-Ierland                     | 0 – 0                                       | Vriendschappelijk                           |                                             |                                             |
| 9                                           | 23 maart 2019                               | Gibraltar – Ierland                         | 0 – 1                                       | EK 2020 kwalificatie                        |                                             |                                             |
| 10                                          | 26 maart 2019                               | Ierland – Georgië                           | 1 – 0                                       | EK 2020 kwalificatie                        | 36'                                         |                                             |
| 11                                          | 7 juni 2019                                 | Denemarken – Ierland                        | 1 – 1                                       | EK 2020 kwalificatie                        |                                             |                                             |
| 12                                          | 10 juni 2019                                | Ierland – Gibraltar                         | 2 – 0                                       | EK 2020 kwalificatie                        |                                             |                                             |
| 13                                          | 5 september 2019                            | Ierland – Zwitserland                       | 1 – 1                                       | EK 2020 kwalificatie                        |                                             |                                             |
| 14                                          | 10 september 2019                           | Ierland – Bulgarije                         | 3 – 1                                       | Vriendschappelijk                           |                                             |                                             |
| 15                                          | 12 oktober 2019                             | Georgië – Ierland                           | 0 – 0                                       | EK 2020 kwalificatie                        |                                             |                                             |
| 16                                          | 14 november 2019                            | Ierland – Nieuw-Zeeland                     | 3 – 1                                       | Vriendschappelijk                           |                                             |                                             |
| 17                                          | 18 november 2019                            | Ierland – Denemarken                        | 1 – 1                                       | EK 2020 kwalificatie                        |                                             |                                             |
| 18                                          | 3 september 2020                            | Bulgarije – Ierland                         | 1 – 1                                       | Nations League 2020/21                      |                                             |                                             |
| 19                                          | 8 oktober 2020                              | Slowakije – Ierland                         | 0 – 0                                       | EK 2020 kwalificatie                        |                                             |                                             |
| 20                                          | 11 oktober 2020                             | Ierland – Wales                             | 0 – 0                                       | Nations League 2020/21                      |                                             |                                             |
| 21                                          | 14 oktober 2020                             | Finland – Ierland                           | 1 – 0                                       | Nations League 2020/21                      |                                             |                                             |
| 22                                          | 12 november 2020                            | Engeland – Ierland                          | 3 – 0                                       | Vriendschappelijk                           |                                             |                                             |
| 23                                          | 15 november 2020                            | Wales – Ierland                             | 1 – 0                                       | Nations League 2020/21                      |                                             |                                             |
| 24                                          | 18 november 2020                            | Ierland – Bulgarije                         | 0 – 0                                       | Nations League 2020/21                      |                                             |                                             |
| 25                                          | 3 juni 2021                                 | Andorra – Ierland                           | 1 – 4                                       | Vriendschappelijk                           |                                             |                                             |
| 26                                          | 8 juni 2021                                 | Hongarije – Ierland                         | 0 – 0                                       | Vriendschappelijk                           |                                             |                                             |
| Als speler bij Sheffield United             |                                             |                                             |                                             |                                             |                                             |                                             |
| 27                                          | 4 september 2021                            | Ierland – Azerbeidzjan                      | 1 – 1                                       | WK 2022 kwalificatie                        |                                             |                                             |
| 28                                          | 7 september 2021                            | Ierland – Servië                            | 1 – 1                                       | WK 2022 kwalificatie                        |                                             |                                             |
| 29                                          | 9 oktober 2021                              | Azerbeidzjan – Ierland                      | 0 – 3                                       | WK 2022 kwalificatie                        |                                             |                                             |
| 30                                          | 12 oktober 2021                             | Ierland – Qatar                             | 4 – 0                                       | Vriendschappelijk                           |                                             |                                             |
| 31                                          | 11 november 2021                            | Ierland – Portugal                          | 0 – 0                                       | WK 2022 kwalificatie                        |                                             |                                             |
| 32                                          | 14 november 2021                            | Luxemburg – Ierland                         | 0 – 3                                       | WK 2022 kwalificatie                        |                                             |                                             |
| 33                                          | 29 maart 2022                               | Ierland – Litouwen                          | 1 – 0                                       | Vriendschappelijk                           |                                             |                                             |
| 34                                          | 11 juni 2022                                | Ierland – Schotland                         | 3 – 0                                       | Nations League 2022/23                      |                                             |                                             |
| 35                                          | 14 juni 2022                                | Oekraïne – Ierland                          | 1 – 1                                       | Nations League 2022/23                      |                                             |                                             |
| Als speler bij Derby County                 |                                             |                                             |                                             |                                             |                                             |                                             |
| 36                                          | 27 september 2022                           | Ierland – Armenië                           | 3 – 2                                       | Nations League 2022/23                      |                                             |                                             |

## Trainerscarrière
Hourihane stopte in december 2024 als voetballer en verruilde die rol voor een functie als assistent-trainer bij Barnsley.

## Erelijst
| EFL Trophy | 1 | 2015/16 |